# Zelo Buon Persico
Zelo Buon Persico é uma comuna italiana da região da Lombardia, província de Lodi, com cerca de 5.189 habitantes. Estende-se por uma área de 18 km², tendo uma densidade populacional de 288 hab/km². Faz fronteira com Merlino, Paullo (MI), Spino d'Adda (CR), Mulazzano, Cervignano d'Adda, Boffalora d'Adda, Galgagnano.

## Demografia
| Variação demográfica do município entre 1861 e 2011                               |
|                                                                                   |
| Fonte: Istituto Nazionale di Statistica (ISTAT) - Elaboração gráfica da Wikipedia |